# Николай Нинов (шахматист, р. 1969)
Вижте пояснителната страница за други личности с името Николай Нинов.
 За друг шахматист с това име вижте Николай Нинов (шахматист, р. 1982).  За журналиста вижте Николай Нинов (журналист).
Николай Иванов Нинов е български шахматист, гросмайстор от 2012 г. и гросмайстор по кореспондентен шах от 2000 г. Най-високият му ЕЛО рейтинг е 2562, постигнат през юли 2009 г. От 27 август до 10 септември 2012 г. се проведе конгрес в Истанбул, на който му се присъди титлата гросмайстор.
Най-доброто му постижение на републиканското първенство по шахмат е второто място през 2005 г.
През периода 1998 – 1999 г. е заместник главен редактор на списание „Шахматна мисъл“.